# 帕克維爾 (伊利諾伊州)
帕克維爾（英語：Parkville）是位於美國伊利諾伊州尚佩恩縣的一個非建制地區。該地的面積和人口皆未知。

## 地理
帕克維爾的座標為39°53′30″N 88°21′40″W / 39.89167°N 88.36111°W，而該地的平均海拔高度為204米（即669英尺）。